# CKV Valto

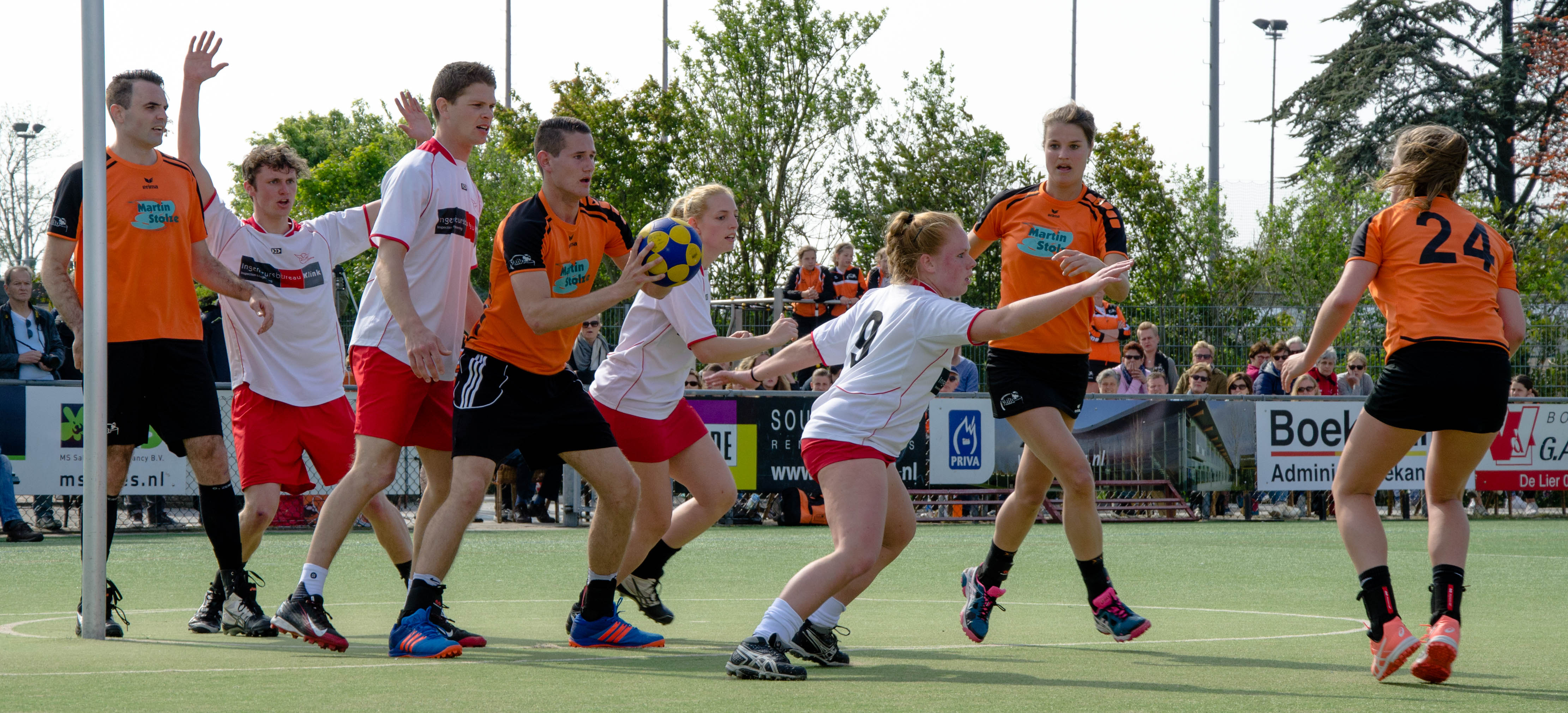
Valto>

Valto is een Nederlandse korfbalvereniging uit De Lier. Valto is een korfbalvereniging dat uitkomt in de Ereklasse veld en Hoofdklasse zaal. Valto is een ambitieuze vereniging waar gezelligheid en resultaat voorop staan.
Per ingang van het seizoen 2024-2025 heeft Valto voor het eerst in de geschiedenis een naamsponsoring naast de huidige hoofdsponsor. Daarmee heet Valto nu Valto/Verbakel Bouwbedrijf.

## Geschiedenis
Korfbalvereniging CKV Valto (Vlotte Aanval Leidt Tot Overwinning) is opgericht op 6 juni 1961. Op 10 juni werd de eerste bestuursvergadering gehouden.
De vereniging is gestart op de voormalige ijsbaan. Doordat dit veld acht maanden per jaar onder water stond, was een nieuwe locatie toch wel wenselijk. In mei 1962 werd uitgeweken naar het veld van boer Van Staalduinen aan de Burgerdijkseweg in De Lier. Enkele greppels werden met vereende krachten weggewerkt en voor aanvang van de wedstrijden werden de schapen, koeien en hun uitwerpselen van het veld verwijderd. Op dit veld verscheen ook het eerste clubhuis van Valto.
Aangezien de voormalige gemeente De Lier plannen had om een nieuw sportpark de realiseren, het huidige sportpark de Zweth, ontstond er behoefte een vereniging met rechtspersoonlijkheid op te richten. In 1965 werd dit gerealiseerd, waarbij de naam werd gewijzigd in C.K.V. (christelijke korfbalvereniging) Valto.
In 1967 werd dan het sportpark De Zweth geopend. Op de locatie aan de Kanaalweg verrees Valto's kantine 't Mikpunt. Na vele vergrotingen en verbouwingen was dit gebouw echter wel aan vervanging toe. Naar aanleiding van ruimtegebrek op het terrein aan de Kanaalweg en met oog op de onveilig verkeerssituatie aldaar, verhuisde Valto met ingang van het voorjaar 1999 terug naar waar het oorspronkelijk vandaan kwam: het terrein van de voormalige ijsbaan. Valto kreeg daar de beschikking over twee kunstgrasvelden en een eigen clubhuis met een nieuwe naam: Villa Valto. Dat laatste is een must voor een buitensport- vereniging als Valto die zoveel activiteiten voor haar leden organiseert.

## NK Veldkorfbal
Valto is door het Koninklijk Nederlands Korfbalverbond (KNKV) toegewezen als organisator van het NK Veldkorfbal voor het seizoen 2018-2019 en 2019-2020.